# Malmø Koncerthus
Malmø Koncerthus (svensk: Malmö konserthus) indviedes i 1985,  og var opført efter et projekt af arkitekt Sten Samuelson. Bygningen er hjemsted for Malmö symfoniorkester, og koncertsalen kan rumme 1.200 personer. Bygningen anvendes desuden til kongres- og konferencevirksomhed. Koncerthuset ligger i bydelen Lugnet og har adressen Föreningsgatan 35, hvor den krydser Amiralsgatan. Det ligger centralt i Malmø, ikke langt fra Triangeln.

## Tidligere koncertlokaler
Allerede i 1919 havde Stiftelsen Malmö Konserthus påbegyndt arbejdet for at Malmø skulle få et koncerthus. I årene 1944 til 1985 afholdtes orkesterkoncerterne i Malmö stadsteater, dvs. det hus som i dag disponeres over af Malmö Opera og Musikteater. Før 1944 afholdtes koncerter i Sankt Petri Skole samt i biografen Palladium.

## Nyt koncerthus
Allerede da koncerthuset stod færdigtopført var der problemer med blandt andet for små elevatorer og dårlig akustik. Et nyt koncerthus i det centrale Malmø er i planlægningsfasen, og den skal bestå af en kombination af tre fritstående dele; kongresfaciliteter, koncerthus og hotel. Det nye koncerthus får en koncertsal med kapacitet til 1.600 personer, og kommer til at ligge i Neptuniparken. Det skal stå klart til maj 2015, og de samlede omkostninger for hele komplekset bliver 1,4 milliarder svenske kronor..